# Louder Than Bombs (filme)
Louder Than Bombs (Brasil: Mais Forte Que Bombas; Portugal: Ensurdecedor) é um filme de drama franco-dino-norueguês de 2015, dirigido por Joachim Trier, com roteiro dele e Eskil Vogt.
Estrelado por Jesse Eisenberg, Gabriel Byrne, Isabelle Huppert, David Strathairn e Amy Ryan, estreou no Festival de Cannes.
No Brasil, foi lançado pela Vitrine Filmes nos cinemas em 7 de abril de 2016.

## Sinopse
Família organiza retrospectiva da obra da fotógrafa Isabelle, morta em acidente de trânsito. Enquanto os filhos remoem a perda de sua mãe, uma amiga de Isabelle aproveita a ocasião para revelar que a morte não fora acidental, mas um suicídio.

## Elenco
- Jesse Eisenberg - Jonah Reed
- Gabriel Byrne - Gene Reed
- Isabelle Huppert - Isabelle Reed
- David Strathairn - Richard
- Amy Ryan - Hannah
- Rachel Brosnahan - Erin
- Devin Druid - Conrad Reed
- Leslie Lyles - diretor

## Recepção
No agregador de críticas Rotten Tomatoes, que categoriza as opiniões apenas como positivas ou negativas, o filme tem um índice de aprovação de 73% calculado com base em 119 comentários dos críticos que é seguido do consenso dizendo que "encontra o diretor Joachim Trier usando um elenco competente em busca de alguns objetivos dramáticos elevados, mesmo que suas ambições ocasionalmente escapem de seu alcance." Já no agregador Metacritic, com base em 30 opiniões de críticos que escrevem em maioria para a imprensa tradicional, o filme tem uma média aritmética ponderada de 70 entre 100, com a indicação de "revisões geralmente favoráveis".